# Kabbinahalli, Holenarsipur
Kabbinahalli là một làng thuộc tehsil Holenarsipur, huyện Hassan, bang Karnataka, Ấn Độ.